# Србија у 2014.
У наставку су наведени догађаји који су се десили током 2014. у Србији.

## На дужности
- Председник: Томислав Николић
- Премијер: Ивица Дачић (до 27. априла), Александар Вучић (од 27. априла)

## Догађаји

### Март
- 16. март – парламентарни избори у Србији 2014. Бирачи у Србији излазе на изборе на ванредне парламентарне изборе. Извештава се да СНС десног центра добија око 50% гласова.
- 16. март – Локални избори у Београду 2014.

### Мај
- 13–19. мај поплаве на Балкану.[1] У Србији 57 умрлих.

### Август
- 29. август – инцидент у Орловцу.[2]

### Октобар
- Дана 16. октобра 2014. године пред више од 100.000 гледалаца одржана је војна парада Војске Србије поводом 70. годишњице совјетске Црвене армије која је ослободила Београд од нацистичке Немачке. Парада је такође била део званичне посете руског председника Владимира Путина. Поред Путина, који је био централни гост параде, на главној трибини су били српски званице, председник Томислав Николић и премијер Александар Вучић, као и председник Републике Српске Милорад Додик и премијерка Републике Српске Жељка Цвијановић.

## Грађевински пројекти
- Пупинов мост је завршен у децембру 2014.
- Ерпорт сити Београд у току од априла 2009. године.
- Обилазница Београда у току од 2005. године.
- Београд на води је покренут почетком 2014.

## Спорт

### Фудбал
- Србија против Албаније (квалификације за УЕФА Еуро 2016) – утакмица је прекинута и на крају отказана након неколико случајева хулиганизма са обе стране, укључујући српске навијаче који су узвикивали „Убиј Шиптара“, бацали бакље и друге предмете на терен и дрон који је летео Албански националистички транспарент изнад терена.[3]

### Кошарка
- Кошаркашка лига Србије 2013–14: Победници сезоне били су КК ФМП
- 2013–14 Куп Радивоја Кораћа: Победници су били КК Црвена звезда
- Бронза ФИБА Европског првенства до 20 година 2014
- Бронза ФИБА Светског првенства до 17 година 2014
- Сребро ФИБА Светског првенства у кошарци 2014

### Ватерполо
- 2014 ФИНА шампиони Светске лиге у ватерполу за мушкарце
- Европско првенство у ватерполу за мушкарце 2014
- 2013–14 Прва А лига (мушки ватерполо): Победници су ВК Црвена звезда

### Тенис
- Тениска сезона Новака Ђоковића: вицешампион Отвореног првенства Француске 2014. – појединачно за мушкарце. Изгубио од Рафаела Надала.
- Тениска сезона Новака Ђоковића: Победник на Вимблдону 2014. – појединачно за мушкарце. Победио против Роџера Федерера.

### Олимпијаде
- Србија на Зимским олимпијским играма 2014
- Србија на Летњим олимпијским играма младих 2014

### Параолимпијске игре
- Србија на Зимским параолимпијским играма 2014

## Преминуле особе
- Урош Маровић
- Олга Јеврић
- Ненад Лукић
- Ђоко Росић
- Гашо Кнежевић
- Јован Павловић
- Светлана Велмар-Јанковић
- Јован Кркобабић
- Илија Ничић
- Тимоти Џон Бајфорд
- Миодраг Ракић
- Добрица Ћосић
- Драгољуб Велимировић
- Миодраг Радуловачки
- Ивица Брзић
- Бора Тодоровић
- Петар Никезић
- Тијане Јурић
- Жељко Ђурђић
- Драгољуб Чирић
- Миодраг Павловић
- Сава Стојков
- Миле Кос
- Јоаким Виславски
- Зоран Кнежевић
- Милан Галић
- Ненад Манојловић
- Илија Пантелић
- Јован Ћирилов
- Никола Симић (глумац)
- Иван Стојменовић
- Вељко Кадијевић